# 액션러닝
액션러닝(action learning)은 문제 해결에 대한 접근이다. 액션을 취하고 결과에 반영하는 일이 수반된다. 이 접근법은 문제해결과정을 개선할뿐 아니라 팀이 개발해놓은 해결책들을 단순하게 만들어주는데 도움을 준다. 액션러닝의 이론은 1982년 레그 레반스가 처음으로 개발하였다.

## 같이 보기
- 탐구학습